# Helminthocarpon
Helminthocarpon — рід тропічних лишайників порядку Arthoniales. Назва вперше опублікована 1837 року.
Наземні (кортикозні, саксикольні).